# Batalha de Sirte (2015)
A batalha de Sirte refere-se à batalha ocorrida na primavera de 2015, na região de Sirte, Líbia, entre a organização terrorista Estado Islâmico (Daexe) e o grupo Força Escudo da Líbia  ligado ao movimento "Amanhecer Líbio". As forças do Estado Islâmico estavam presentes na cidade desde fevereiro de 2015, antes da queda de Nofalia. Depois que Nofalia caiu para as forças jiadistas, o governo baseado em Trípoli decidiu enviar reforços para recuperar Sirte. 

## A batalha
Os combates começaram em 14 de março de 2015, entre as forças do Estado Islâmico e as da Força Escudo da Líbia. Não seriam registradas baixas inicialmente, porém os combates foram descritos como violentos e cessaram ao anoitecer. Entre os mortos estava Ahmed al-Rouissi, um comandante tunisiano do Estado Islâmico. 
Em 18 de março, doze soldados do governo de Trípoli foram mortos durante os combates contra militantes do Estado Islâmico; dez em Nofalia e dois em Ben Jawad.
Em 25 de março, o Estado Islâmico atacou um posto de controle da 166.ª Brigada, a 15 quilômetros a oeste de Sirte, matando cinco milicianos.
Ao longo dos próximos dois meses, combates esporádicos ocorreram nos arredores da cidade. Em 20 de maio, as forças do Estado Islâmico novamente atacaram outra posição da 166.ª Brigada. De acordo com um oficial do Amanhecer Líbio, 23 jihadistas e um soldado foram mortos.  Em 28 de maio, o Estado Islâmico capturou a base aérea de Ghardabiya, quase arruinada, e o projeto aquífero do Grande Rio Artificial, fora de Sirte, quando as forças do Amanhecer Líbio se retiraram.  Nos próximos dias, as forças do Amanhecer Líbio recuariam para posições a 12 milhas a oeste de Sirte, depois que o Estado Islâmico avançou para o leste, sul e oeste da cidade. 

## Consequências
Durante os meses de agosto e setembro, novos confrontos eclodiram em Sirte entre as facções pró-Gaddafi e as forças do Estado Islâmico.   Em 23 de setembro, o Estado Islâmico mais uma vez afirmou seu controle sobre toda a cidade de Sirte depois que expulsou todos os elementos pró-Gaddafi restantes.
A partir de fevereiro de 2016, as autoridades estadunidenses acreditavam que havia entre 5.000 e 6.000 combatentes do Estado Islâmico na Líbia e deram uma estimativa máxima de até 6.500.  Isso marcou um aumento das estimativas anteriores na faixa de 2.000 a 3.000. Muitos dos novos recrutas do Estado Islâmico vieram do Iraque, da Síria e da Tunísia. Neste ponto, as forças do Estado Islâmico estavam aumentando na Líbia, ao mesmo tempo em que declinavam no Iraque e na Síria.
Em maio de 2016, o Governo do Acordo Nacional lançou uma nova ofensiva para retomar Sirte.